# Авангард
Авангард (рус. Авангард „ Авангард“) је руска стратосферска клизна ракета, која се користи са ИЦБМ руских стратешких ракетних снага. Основа комплекса је хиперсонична вођена бојева глава која се лансира на мету помоћу интерконтиненталне балистичке ракете (ИЦБМ) УР-100Н УТТКх / РС-28 и развија брзину до 28 маха (~ 9,5 километара у секунди), који му и без бојеве главе даје кинетичку енергију еквивалентну 18 тона ТНТ-а. Дизајниран да савлада непријатељску противракетну одбрану. Постављен на борбено дежурство 27. децембра 2019. године у 13. ракетних дивизиона. У септембру 2020. председник Руске Федерације Владимир Путин одликовао је Орденом Светог Андреја за допринос развоју Авангарда Херберта Јефремова.

## Историја
Средином 1980-их, у НПО Машиностроенија у Реутову, под руководством главног пројектанта Павла Судјукова, почео је рад на пројекту под шифром „4202“. Сврха рада је била покушај проналажења одговора на амерички противракетни одбрамбени систем. Тада је први пут предложено стварање посебне интерконтиненталне ракете, која би била опремљена планираном крилатом бојевом главом. Програм је одобрен 1987. године - добио је назив „Албатрос“. 1989. године, од стварања специјалног лансера из економских разлога је одбијен. Међутим, пројектанти су успели да убеде владу да треба наставити развој најмање планске целине. Дозвола је дата. Ради економичности, за носач је изабран већ постојећи пројектил УР-100Н УТТКх.
Прва два пробна лансирања система десила су се још почетком 1990. године, али је након распада Совјетског Савеза почело још веће смањење одбрамбених налога. У условима кризе, генерални конструктор Херберт Јфремов успео је да одржи технички и кадровски потенцијал предузећа.
У вези са повлачењем САД из Уговора о антибалистичким ракетама 2001. године и растућом напетости у руско-америчким односима, руска влада је одлучила да настави развој система. У фебруару 2004. године, начелник Генералштаба Оружаних снага Русије Јуриј Балујевски је рекао: „Током обуке тестирана је летелица која је способна да лети хиперсоничном брзином при извођењу маневара. У септембру 2005. године руски председник Владимир Путин је рекао: „Развијамо нове стратешке системе које нема нико други на свету. Они ће радити на хиперсоничном правцу промене курса и надморске висине. Практично нерањив за противракетну одбрану“.
Од 2013. до 2015. године извршена је серија неуспешних тестова - није било могуће решити проблем стабилне контроле апарата и обезбедити његову заштиту од ултрависоких температура, због чега је Влада планирала да затвори пројекат. Међутим, програмери су поново убедили да наставе са радом. Након низа експеримената, дизајнери су успели да створе поуздан систем управљања и материјале отпорне на топлоту. Јединица је опремљена системом терморегулације који је развио московска НПО Наука.
Владимир Путин је 1. марта 2018. године у својој поруци Савезној скупштини говорио о развоју система Авангард и приказао анимиране снимке његовог рада.
Постало је познато 2018. године, да су комплекс РС-26 „Рубеж“ и БЗХРК „Баргузин“ искључени из државног програма наоружања до 2027. године (ГПВ-27); уместо тога, ГПВ-27 је укључивао ракетни систем Авангард базиран у силосу са ИЦБМ УР-100Н УТТКх и вођеном бојевом главом, као важнијим за одбрамбене способности земље. Разлог за искључење осталих комплекса је немогућност истовременог финансирања наведених програма.
У будућности, ракете РС-28 Сармат могу се користити као носач вођених бојевих глава.

## Функција и техника
Авангард је стратосферска клизна ракета коју ће ИЦБМ лансирати у ниску Земљину орбиту (ЛЕО). Затим се одваја од ракете и спушта у горње слојеве атмосфере. На њима он клизи на таласастој путањи у правцу циљаног подручја. Једном тамо, улази у земљину атмосферу и лети ка циљу.
О Авангарду се мало зна, а доступне информације долазе из руских државних медија или из анализа западних стручњака за наоружање. Авангард користи најмање две различите клизне ракете: 15ИУ-71 са конвенционалном бојевом главом и мањи 15ИУ-74 са нуклеарном бојевом главом. У зависности од извора, каже се да је његова експлозивна снага 150  кТ или 2 МТ. На компјутерским анимацијама које је представила Русија, клизна ракета има троугласту геометрију трупа са процењеном дужином од 5,4 м. Ракетне стратешке снаге Русије су модификовале ИЦБМ УР-100Н (ГУРВО индекс: РС-18, НАТО кодно име: СС-19 Стилетто). Ове модификоване ракете имају ознаку УР-100Н / УТТКх или А35-71, а цео систем такође носи ознаку 15А35П. У будућности би ИЦБМ Сармат РС-28, која је у развоју, такође требало да буде опремљена клизећим ракетама Авангард. ИЦБМ УР-100Н / УТТКх су двостепени ракетни мотори на течност. Уместо носача возила за повратак (такође познатог као аутобус) за МИРВ возила за повратак, ове ракете су наоружане једном клизном ракетом Авангард. Због величине клизне ракете, за ракету је морао да се развије увећани заштитни терет. Пошто су на овај начин модификоване ракете знатно дуже од оригиналног модела, морају да буду стациониране у ракетним силосима много већим ИЦБМ Р-36М (ГУРВО индекс: РС-20А, НАТО кодно име: СС-18 Сатан). Ракету УР-100Н / УТТКх ће транспортовати Авангард у ниску Земљину орбиту (ЛЕО).
ИЦБМ снажно убрзавају и постижу велике брзине, ракета УР-100Н / УТТКх обезбеђује веома велику почетну брзину за клизећи пројектил. На пример, ЛГМ-118 Пискипер има брзину сагоревања од преко 24.000 км/х. На висини од око 100 км, клизна ракета је одвојена од ракете. Клизна ракета сада прво прати одређену 
балистичку путању, а затим тоне под плитким углом према горњим слојевима атмосфере. На њима он клизи на таласастој путањи у правцу циљаног подручја. Према руским информацијама, клизна ракета би требало да буде способна за маневрисање и извођење маневара избегавања. У овој фази лета, клизна ракета треба да достигне брзину лета од  20-27 Маха. Топлота трења ствара врућу плазму на површини пројектила. Ово може достићи температуру од 2.000–2.500 °C. Такве високе температуре чине топлотни штит неопходним.
Према руским информацијама, то је захтевало развој специјалних композитних материјала који могу да издрже ове температуре. Како се пројектил контролише и управља, није објављено. Пошто се пројектил креће близу земље, могуће је коришћење инерцијалног навигационог система. Пројектил је окружен јонизованом плазмом, готово је немогуће да преноси и прима електромагнетне таласе. Контрола помоћу сателитског навигационог система у претходном фреквентном опсегу се стога може искључити. Међутим, даљинско управљање преко ултра кратких таласа било би могуће. Контрола управљања се вероватно врши помоћу млазница за управљање. Такође се спекулише о погону са скрамјет мотором. На удаљености од око 500 км од циља, клизећи пројектил почиње да поново улази у Земљину атмосферу. Када лети кроз Земљину атмосферу хиперсоничном брзином, клизећи пројектил брзо претвара много кинетичке енергије у топлоту и наставља да се загрева. Брзина пројектила се смањује на око 14-15 маха. Контрола у овој последњој фази лета се вероватно врши помоћу контролних површина.
Према руским информацијама, интерконтинентални домет треба да се постигне Авангардом. Каже се да његова маневарска способност даје Авангарду предност у односу на конвенционалне ИЦБМ. Због његове индиректне путање, стварна циљна област за системе противракетне одбране тешко се може израчунати. Према главном команданту Стратешке команде Сједињених Држава (УС СТРАТКОМ), Џонију Е. Хајтену, не постоји поуздана одбрана од ИЦБМ-а који користе ракете против таквих система наоружања.

## Оператери
Русија
- Стратешке ракетне снаге су једини оператер Авангард ХГВ. Од децембра 2022. године, 8 УР-100Н УТТХ опремљених.[24]

Авангардом је распоређено са:
- 13. ракетни дивизија са Црвеном заставом у месту Јасни, Оренбуршка област.[25]